# Synaphea acutiloba
Synaphea acutiloba är en tvåhjärtbladig växtart som beskrevs av Meissn.. Synaphea acutiloba ingår i släktet Synaphea och familjen Proteaceae. Inga underarter finns listade i Catalogue of Life.